# アンソニー・マッカーテン
アンソニー・マッカーテン（Anthony McCarten、1961年4月28日 - ）は、ニュージーランドの脚本家、小説家、劇作家。アンソニー・マクカーテンとも表記される。

## 来歴
ニュープリマス出身。マッセー大学とヴィクトリア大学ウェリントンに学ぶ。
2000年にSpinnersで小説家デビュー、エスクァイア誌が選ぶ「2000年の小説ベスト10」に選出された。2014年、映画『博士と彼女のセオリー』の
脚本とプロデュースを担当、第68回英国アカデミー賞脚色賞と英国作品賞を受賞したほか、第87回アカデミー脚色賞にノミネートされるなど高い評価を受けた。ほかに、『ウィンストン・チャーチル/ヒトラーから世界を救った男』や『ボヘミアン・ラプソディ』の脚本執筆で知られる。

## 主な作品
- 博士と彼女のセオリー The Theory of Everything (2014) 脚本・製作
- ウィンストン・チャーチル/ヒトラーから世界を救った男 Darkest Hour (2017) 脚本・製作
- ボヘミアン・ラプソディ Bohemian Rhapsody (2018) 原案・脚本
- 2人のローマ教皇 The Two Popes (2019) 脚本
- ホイットニー・ヒューストン I WANNA DANCE WITH SOMEBODY I Wanna Dance with Somebody (2022) 脚本・製作[5][6][7]